# Douglas X-3
Douglas X-3 Stiletto — американский экспериментальный самолёт фирмы «Дуглас».

## Конструкция
Douglas X-З представляет собой моноплан обычной схемы с нормальным оперением. Крыло самолёта прямое, трапециевидное. Профиль крыла ромбовидный. Площадь крыла без подфюзеляжной части составляет 9,3—10,2 м². На крыле имеются обычные элероны, щелевые закрылки, опускающиеся носки и перегородки для предотвращения стекания пограничного слоя. Для подвески элеронов и носков установлены наружные узлы, в связи с чем под крылом имеются длинные обтекатели. В связи с большими нагрузками (порядка 1000 кг/м²) крыло было изготовлено из титана и имеет сплошное сечение (за вычетом каналов для проводок управления). Фюзеляж самолёта отличается весьма большим удлинением (длина его втрое больше размаха крыла) и заострённым носом, который переходит в низкий фонарь с острыми гранями. В угоду хорошему обтеканию пришлось поступиться удобствами лётчика, который сидит в слегка наклоненном положении с левой стороны кабины. Оперение самолёта обычное: киль небольшой площади имеет руль направления, горизонтальное оперение целиком поворотное. Все органы управления, очевидно, снабжены необратимыми гидроусилителями. Возможно, что имеется демпфер рыскания. По бокам фюзеляжа размещаются два ТРД Вестингауз J-34-17 с форсажной камерой, между которыми установлен топливный бак. Воздухозаборники помещены в верхней части фюзеляжа, непосредственно за кабиной. Выхлопные сопла выходят под фюзеляжем сзади крыла. Самолёт Х-3 являлся, в сущности, летающей аэродинамической лабораторией, и поэтому на нём было установлено большое количество испытательного и экспериментального оборудования, специально разработанного NACA. В фюзеляже размещено около 550 кг экспериментального оборудования, на поверхностях самолёта имеется 850 дренажных отверстий для замера давления, 185 электротензометров измеряют воздушные нагрузки и напряжения, в 150 точках замеряются и регистрируются температуры на обшивке.

## Система жизнеобеспечения и спасения
Для создания нормальных жизненных условий в кабине на самолёте установлена мощная система кондиционирования воздуха. Носовая часть фюзеляжа охлаждается топливом, циркулирующим под обшивкой. Система спасения лётчика, разработанная фирмой «Дуглас» для самолёта Х-3, состоит в основном из катапультируемого вниз кресла со стабилизирующими поверхностями. На высоте 4500 м лётчик автоматически отделяется от кресла и опускается до земли на обычном парашюте. Если покидание самолёта происходит на меньших высотах, лётчик отделяется от кресла через три секунды после выбрасывания.

## История
Контракт на проектирование и постройку экспериментального самолёта, способного достичь числа М = 3, был заключён с фирмой «Дуглас» в 1947 году. Работы над постройкой самолёта, получившего обозначение X-З, продолжались пять лет. В процессе изысканий фирма «Дуглас» изучила более 60 вариантов разнообразных схем самолёта со всеми возможными типами силовых установок: ТРД, ПВРД и ЖРД — по отдельности и в различных сочетаниях. Для постройки был принят вариант с двумя ТРД Вестингауз J-40, дающими суммарную тягу около 7700 кг. Постройка самолёта была закончена в ноябре 1951 года, но из-за трудностей с двигателями, которые давали значительно меньшую тягу, чем было заявлено в проекте, лётные испытания задержались почти на целый год. В октябре 1952 года состоялся первый полёт самолёта Douglas X-З.

## Финал
Осенью 1956 года NASA закончил испытания самолёта Х-3 и передал его ВВС США для дальнейшего использования. С самолёта было снято 545 кг испытательного оборудования. Из-за ограниченной тяги двух ТРД самолёт был использован только для экспериментов при околозвуковых и небольших сверхзвуковых скоростях.

## Тактико-технические характеристики

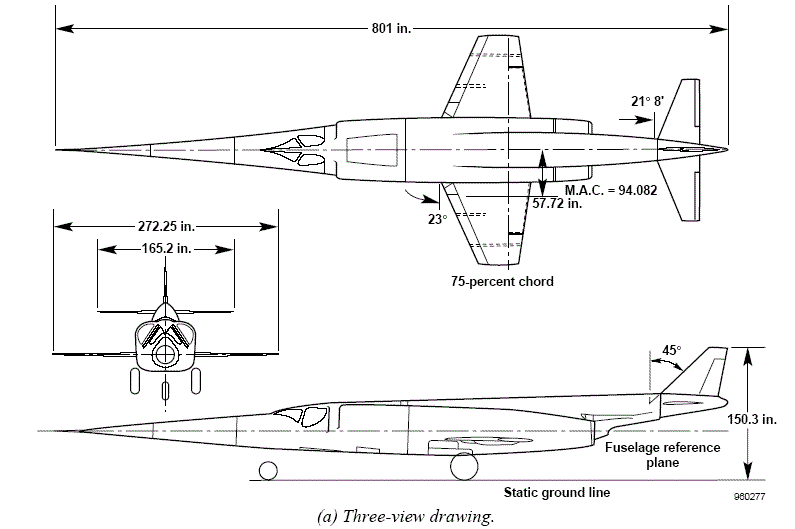
Схема самолёта

Приведенные характеристики соответствуют модификации XF-85.
Источник данных: Characteristics Summary.

Технические характеристики
- Экипаж: 1 (пилот)
- Длина: 20,36 м
- Размах крыла: 6,92 м
- Высота: 3,81 м
- Площадь крыла: 15,47 м²
- Масса пустого: 6507 кг
- Нормальная взлётная масса: 10 160 кг
- Объём топливных баков: 3766 л
- Силовая установка: 2 × ТРДФ Westighouse J34-WE-17
  - Бесфорсажная тяга: 2 × 15,0 кН (1529 кгс)
  - Форсажная тяга: 2 × 21,8 кН (2223 кгс)

Лётные характеристики
- Максимальная скорость: 1120 км/ч (0,987М) на 6096 м
- Скорость сваливания: 324 км/ч
- Практический потолок: 11 582 м
- Продолжительность полёта: 60 мин
- Скороподъёмность: 96,5 м/с
- Время набора высоты: 10668 м за 5,3 мин
- Тяговооружённость: 0,44
- Длина разбега: 1859 м